# Charles Gabriel César Gudin
Pour les articles homonymes, voir Gudin.
Charles Gabriel César Gudin, 2e comte Gudin et de l’empire (1812), est un général et homme politique français né le 30 avril 1798 à Bitche (Moselle) et décédé le 9 janvier 1874 à Paris 1er,.

## Biographie
Fils de  Charles Étienne Gudin, Charles Gudin entre dans la carrière militaire en 1812 en tant que page de la maison de l'empereur, il a alors 14 ans.
Durant la première Restauration, il est nommé sous-lieutenant des gardes du corps de Louis XVIII mais redevient premier page de Napoléon Ier durant les Cent-Jours.
Lieutenant au 3e régiment de hussards en 1817, il est capitaine aux hussards de Chartres en 1823 et suit son oncle, Pierre-César Gudin, en tant qu'officier d'ordonnance pendant l'expédition d'Espagne.
Promu chef d'escadron en 1830, il participe en 1831 à la campagne des Dix-Jours et il est promu lieutenant-colonel du 7e régiment de chasseurs en 1834.
Il est colonel du 2e régiment de lanciers en 1839 et maréchal de camp en 1846.
À la suite du décès du député Virgile Schneider, il se présente, en août 1847, à l'élection législative partielle[réf. nécessaire] et est élu député du 6e collège de la Moselle (Sarreguemines). Il siège dans la majorité soutenant la monarchie de Juillet jusqu'en février 1848 et la révolution de 1848.
Général de division en 1852, il est commandant de la 2e région militaire à Rouen de 1851 à 1862 et inspecteur général de la cavalerie de l'armée de Paris.
Il prend sa retraite en 1863 et devient sénateur du Second Empire, par décret impérial, de 1865 au 4 septembre 1870. Durant la guerre franco-allemande de 1870, il est nommé commandant de la division militaire de Rouen, puis de la 10e division militaire à Montpellier, où il reste en fonction jusqu'au 15 avril 1871. 
Il a attaché son nom à une réforme du harnachement de la cavalerie et à un modèle de selle.
Il est gouverneur du palais impérial de Fontainebleau.

## Mariage / descendance
Il épouse le 6 avril 1836 Eve Sophie Stéphanie Mortier de Trévise (1811 – 1880), fille du duc de Trévise (1768-1835), dont deux enfants : Césarine Eve Louise Gudin (1837-1872) et Charles Napoléon César Gudin, 3e comte Gudin (1840-1911), et postérité notamment dans la famille d'Orléans de Rère.

## Décorations
- 21 mars 1831 : Chevalier de la Légion d'honneur
- 28 avril 1831 : Officier de la Légion d'honneur
- 10 août 1858 : Commandeur de la Légion d'honneur
- 15 août 1860 : Grand officier de la Légion d'honneur

- Chevalier de l'ordre de Charles III (Espagne)[2]
- Grand-aigle de la Légion d'honneur[2]
- Médaillé de Sainte-Hélène[2]
- Officier de l'Ordre de Léopold de Belgique[2]

## Sources
- « Charles Gabriel César Gudin », dans Adolphe Robert et Gaston Cougny, Dictionnaire des parlementaires français, Edgar Bourloton, 1889-1891 [détail de l’édition]